# Yoshihito Kinoshita
Yoshihito Kinoshita (in giapponese 木下 善仁, Kinoshita Yoshihito) (6 agosto 1976) è un giocatore di football americano giapponese che milita nel ruolo di quarterback negli Obic Seagulls.
Suo fratello Noriaki ha fatto parte di squadre di NFL Europa, NFL e UFL.